# Informatyka mikrokomputerowa
Informatyka mikrokomputerowa – seria książek, wydawanych przez SOETO (Stołeczny Ośrodek Elektronicznej Techniki Komputerowej) w latach 80. XX wieku, przedstawiająca publikacje z zakresu informatyki.
Publikacje w tej serii ukazywały się w formie broszur o formacie A5, jednak na bardzo niskiej jakości papierze i przy bardzo miernym, często częściowo niemal nieczytelnym druku.
W serii Informatyka mikrokomputerowa ukazały się następujące publikacje:
- Instrukcja obsługi komputera Amstrad CPC 6128 (tom I i II)
- Jan Ruszczyc – Poznajemy FORTH
- Jan Ruszczyc – Asembler 6502
- Piotr Adamczewski – Instrukcja obsługi mikrokomputera ATARI 800XL
- Ireneusz Węgiel – Podstawy programowania mikrokomputera ZX SPECTRUM